# HB 토르스하운
HB 토르스하운은 페로 제도의 축구 클럽으로, 페로 제도에서 가장 오래된 팀 가운데 하나이다. HB는 1904년 10월 4일에 창단되었다. 현재는 페로 제도 프리미어리그에 참가하고 있다.
HB 토르스하운의 HB는 Havnar Bóltfelag(Harbour Football Club)를 의미하는데 Havn은 토르스하운의 마을 이름을 뜻한다.

## 역대 성적
- 페로 제도 프리미어리그

우승 (24): 1955, 1960, 1963, 1964, 1965, 1971, 1973, 1974, 1975, 1978, 1981, 1982, 1988, 1990, 1998, 2002, 2003, 2004, 2006, 2009, , 2010, 2013, 2018, 2020
- 페로 제도 프리미어리그 준우승

우승 (23): 1975이전 9회, 1976, 1977, 1980, 1983, 1985, 1986, 1987, 1989, 1993, 1994, 1995, 1997, 2000, 2008
- 페로 제도 컵

우승 (30): 1955, 1957, 1959, 1962, 1963, 1964, 1968, 1969, 1971, 1972, 1973, 1975, 1976, 1978, 1979, 1980, 1981, 1982, 1984, 1987, 1988, 1989, 1992, 1995, 1998, 2004, 2019, 2020, 2023, 2024
- 페로 제도 컵 준우승

우승 (11): 1958, 1960, 1965, 1966, 1974, 1991, 1993, 1996, 2000, 2002, 2007

## 선수 명단

### 현역
- 빌리요르무르 다비드센(2023 ~ )
- 사무엘 요한센 척우디(2019 ~ )
- 테이투르 게스트슨(2011 ~ )